# Harthausen (Rettenbach)

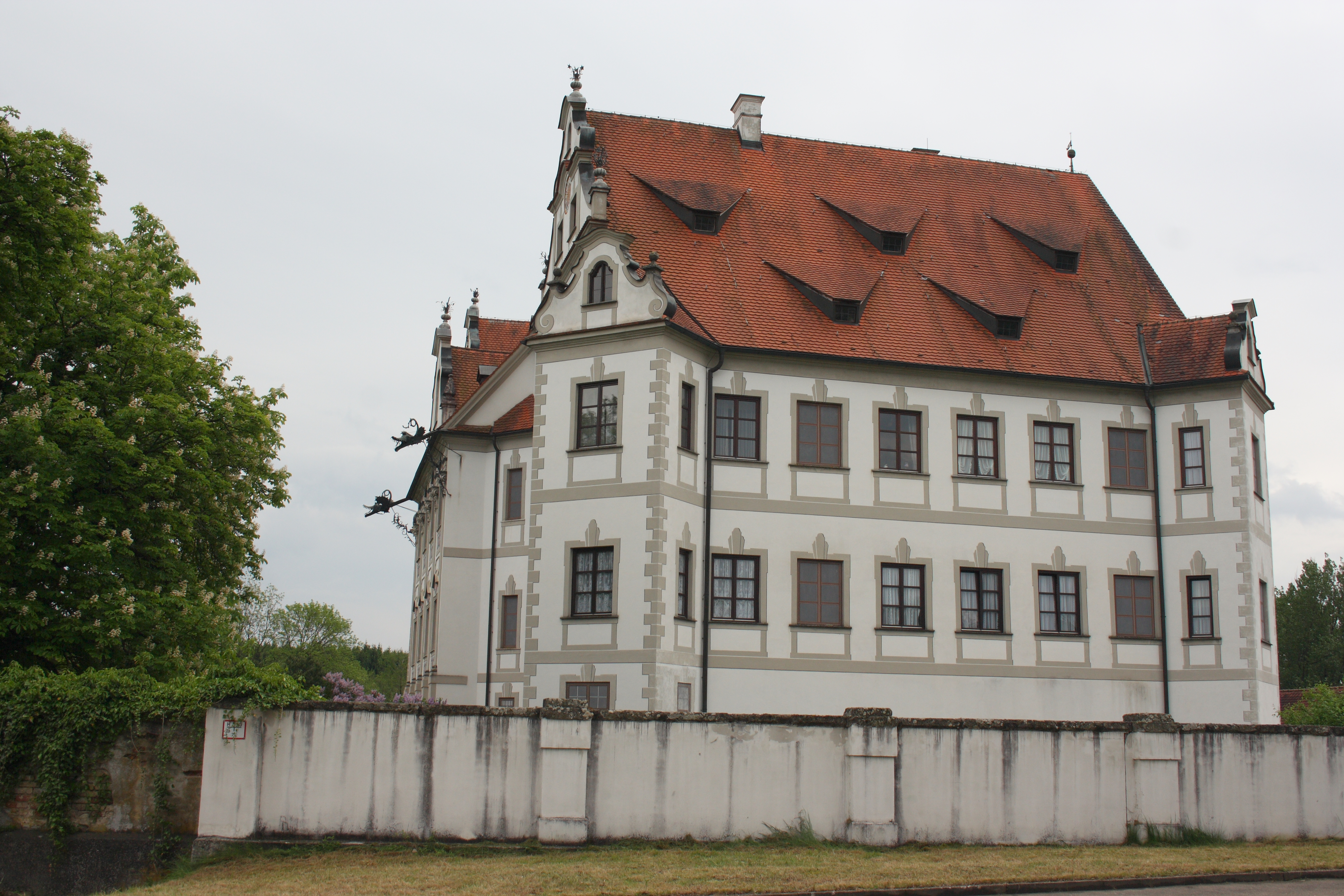
Schloss der Freiherren von Riedheim

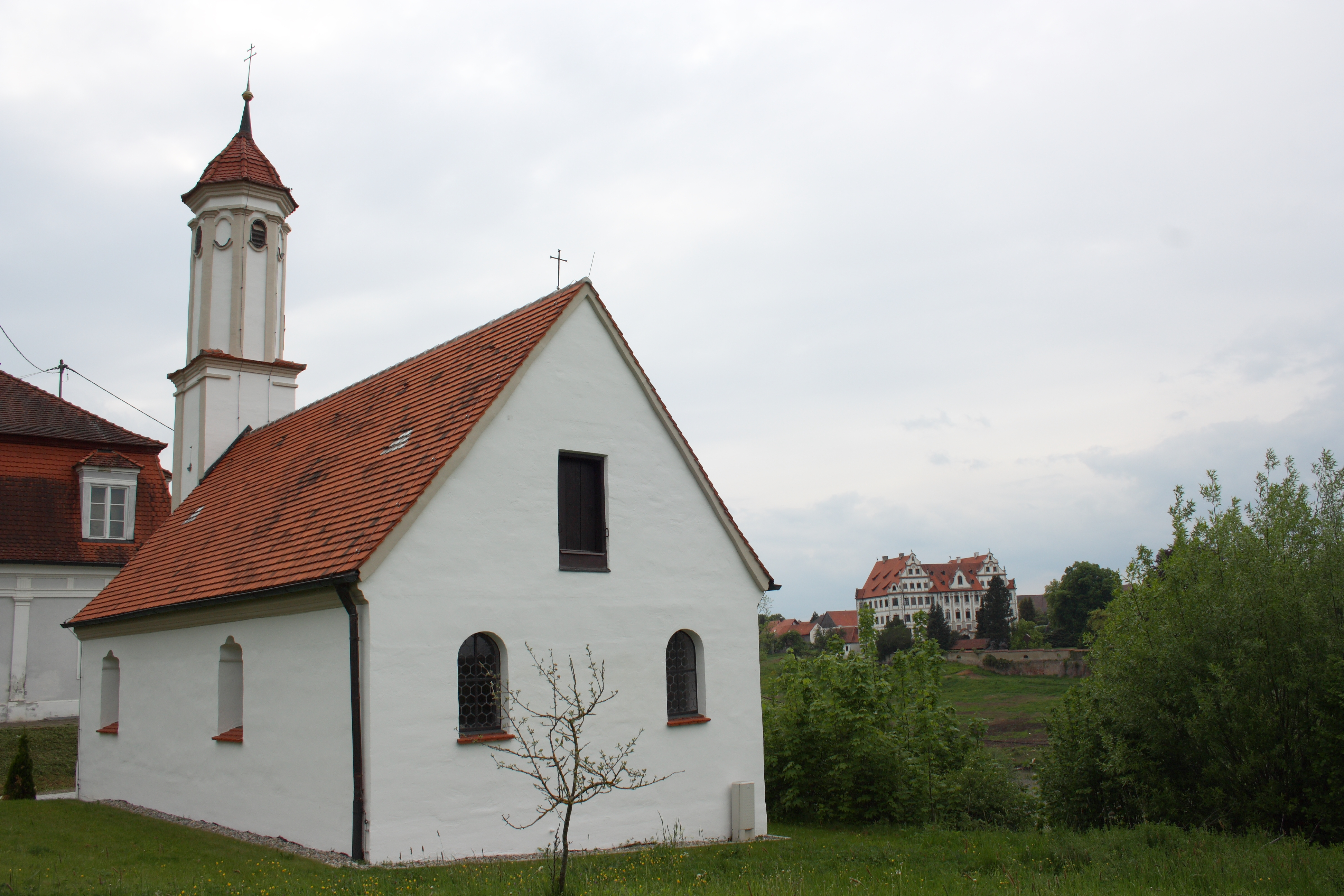
Kapelle St. Alexander

Harthausen ist ein Gemeindeteil von Rettenbach im schwäbischen Landkreis Günzburg in Bayern.

## Geographie
Das Dorf liegt circa einen Kilometer südlich von Rettenbach.

## Geschichte
Im Fundament der Alexanderkapelle von Harthausen wurden römische Spolien gefunden.
Der Ort wurde erstmals im 12. Jahrhundert urkundlich genannt. Nach häufigen Besitzwechseln ging das Dorf 1568 an die Familie von Riedheim, der noch heute das Schloss gehört.
Die zuvor selbständige Gemeinde Harthausen wurde am 1. Juli 1970 nach Rettenbach eingegliedert.

## Baudenkmäler
- Katholische Kapelle St. Alexander
- Schloss der Freiherren von Riedheim